# Nikki Blonsky
Nicole Margaret "Nikki" Blonsky (* 9. listopadu 1988, Great Neck, New York, Spojené státy americké) je americká herečka, zpěvačka a tanečnice. Mezi její nejznámější role patří Tracy Turnblad ve filmu Hairspray z roku 2007 a Maggie Baker v televizním filmu z roku 2008, Královna XXL. Také hrála v seriálu televizní stanice ABC Family, s názvem Huge.

## Osobní život
Vyrůstala ve Nassau County na Long Islandu ve státě New York jako dcera školní poradkyně Karen (rozené Smeja) a Carla Blonských. Její otec je obecní pracovník pro kontrolu čistoty obecní vody. Od tří let zpívala a v osmi letech začala brát hlasové tréninkové lekce. Byla vychována jako katolička, podle víry její matky (její otec je židovského vyznání).
Navštěvovala střední školu William A. Shine Great Neck South High School, kde se zúčastnila divadelního programu. Byla obsazena do školních uvedení muzikálů Bidníků, Sweeney Todd, Kiss Me, Kate a do titulní role v opeře Carmen.
Chodila na Great Neck Public Library's Levels a byla v pořadech jako Alice In Wonderland. Řekla, že chtěla hrát roli Tracy Turnblad už od té doby, co poprvé viděla Hairspray na Broadwayi v den svých patnáctých narozenin. V roce 2007 pracovala u zmrzlinové společnosti Cold Stone Creamery, než zjistila, že byla do Hairspraye obsazena právě do role Tracy Turnblad.

## Filmografie
| Rok  | Název                | Role                   | Poznámky |
| ---- | -------------------- | ---------------------- | --- |
| 2007 | Hairspray            | Tracy Turnblad         | Broadcast Film Critics Association Award za nejlepšího mladého umělce Broadcast Film Critics Association Award za nejlepší obsazení Hollywood Film Festival za obsazení filmu roku Online Film Critics Society Award za nejlepší průlomový výkon Palm Springs International Film Festival za vycházející hvězdu Palm Springs International Film Festival za nejlepší obsazení Nominována - Zlatý glóbus za nejlepší ženský herecký výkon (komedie / muzikál) Nominována - MTV Movie Award za nejlepší průlomový výkon Nominována - Broadcast Film Critics Association Award za nejlepší píseň Nominována - Chicago Film Critics Association Awards za nejslibnější herečku Nominována - Screen Actors Guild Award za nejlepší výkon obsazení v celovečerním filmu Nominována - Young Hollywood Awards za nejlepší film ke sledování |
| 2008 | Královna XXL         | Maggie Baker           | Televizní film |
| 2008 | Harold               | Rhonda Baxter          | |
| 2009 | Ace of Cakes         | Sama sebe              | díl: „The Eagle Has Landed“ |
| 2009 | Ošklivá Betty        | Teri O'Shaughnessy     | díl: „Dressed for Success“ |
| 2009 | Valemont             | Poppie                 | vedlejší role; 19 dílů |
| 2010 | Huge                 | Willamena "Will" Rader | Hlavní role Nominována - Teen Choice Awards za nejlepší letní televizní herečku |
| 2011 | Waiting For Forever  | Dolores                | |
| 2011 | Fresh Beat Band      | Deep Freeze            | |
| 2011 | Rocco's Dinner Party | Sama sebe              | Epizoda: "Runway Ready" |
| 2012 | Učitelka angličtiny  | Shelia                 | |
| 2012 | The Hall             | Sama sebe              | |
| 2013 | Geography Club       | Therese                | |
| 2013 | Smash                | Margot                 | vedlejší role (2. řada) |
| 2016 | Pup Star             | Lady Paw Paw           | |
| 2017 | The Last Movie Star  | Faith                  | |